# قوات الداخل الفرنسية
قوات الداخل الفرنسية (بالفرنسية: Forces françaises de l'Intérieur) كانت قوات من مقاتلي المقاومة الفرنسية في المراحل الأخيرة من الحرب العالمية الثانية. استخدمها شارل ديجول كاسم رسمي للمقاومين. بدأ وضع القوات الرسمي بالتغير مع وضع فرنسا من دولة محتلة إلى دولة تحررت من جيوش الحلفاء. مع تحرير مناطق فرنسا، تم تنظيم القوات بشكل أكثر رسمية كوحدات مشاة خفيفة وكانت بمثابة قوة قيمة بالإضافة إلى القوات الفرنسية الحرة النظامية، حيث قامت الوحدات الداخلية بإدارة المناطق الأقل نشاطًا في الخطوط الأمامية، مما سمح لوحدات الجيش الفرنسي النظامية بحشد قواتها في المناطق الحاسِمة من الجبهة. في النهاية، اعتبارًا من أكتوبر 1944 ومع تحرير الجزء الأكبر من فرنسا ، تم دمج وحدات القوات الداخلية في القوات النظامية الفرنسية لمواصلة القتال على الجبهة الغربية ، وبالتالي إنهاء عصر القوات الفرنسية غير النظامية في الحرب العالمية الثانية.

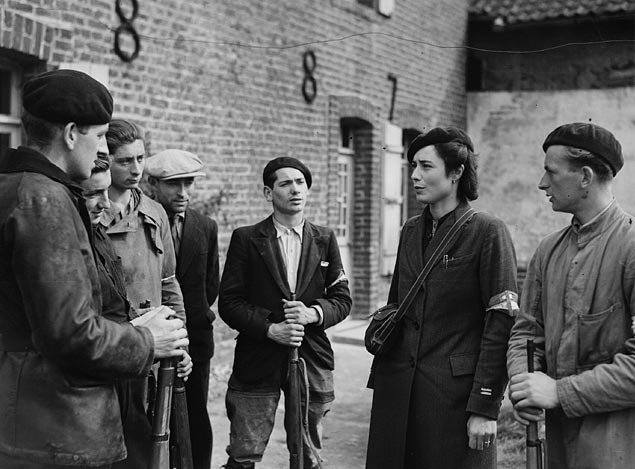
أعضاء المقاومة الفرنسية في بولوني، سبتمبر 1944.

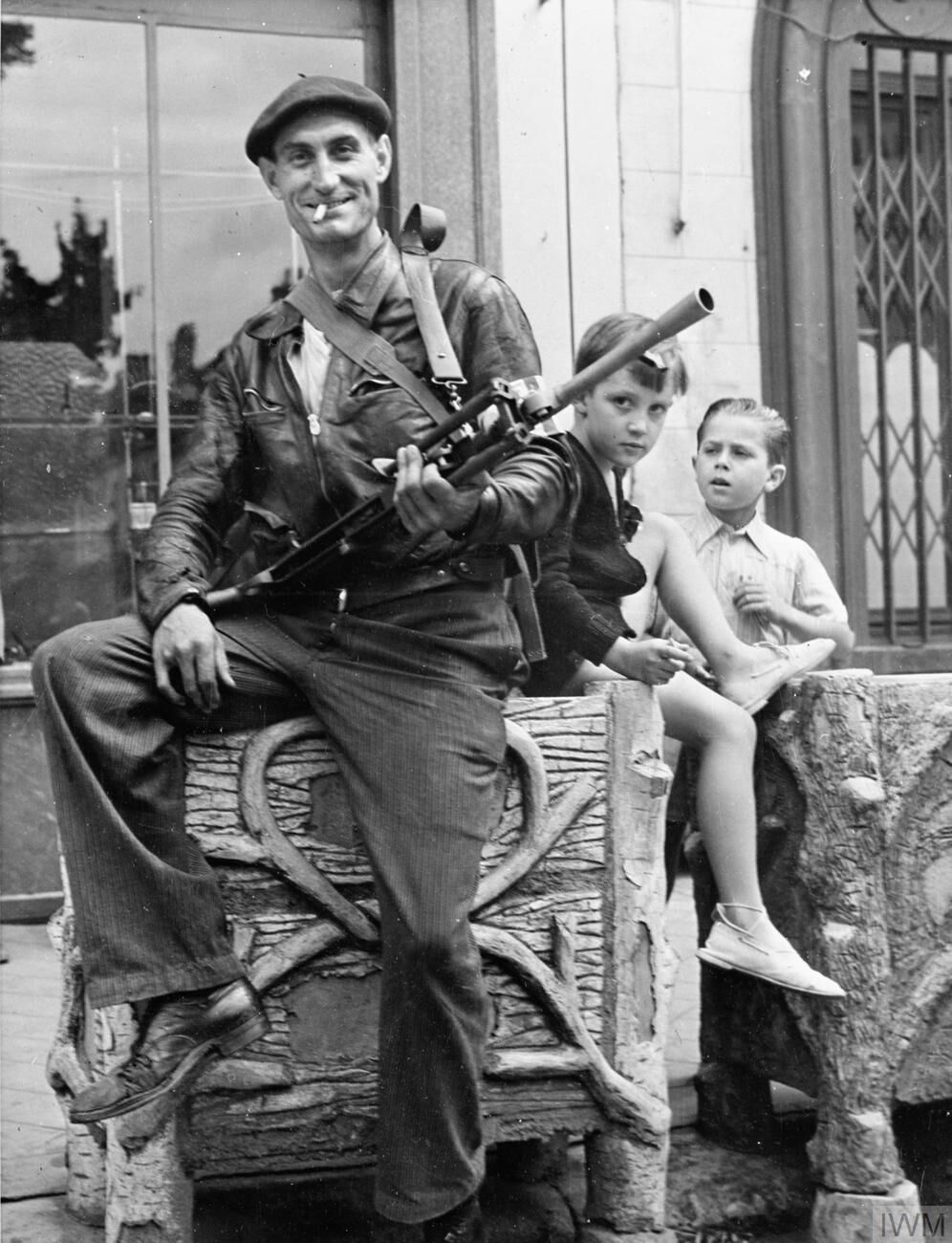
احد افراد المقاومة في «شاتودون» بمسدس «برن».